# 爱是桥梁
《爱是桥梁》是白岩松创作的一首诗歌，也是总台春晚历史上制作、筹备时间最短的节目，这个朗诵也是因为2019冠状病毒病疫情形势过于严峻而特意增加。